# مؤسسه فناوری فدرال زوریخ

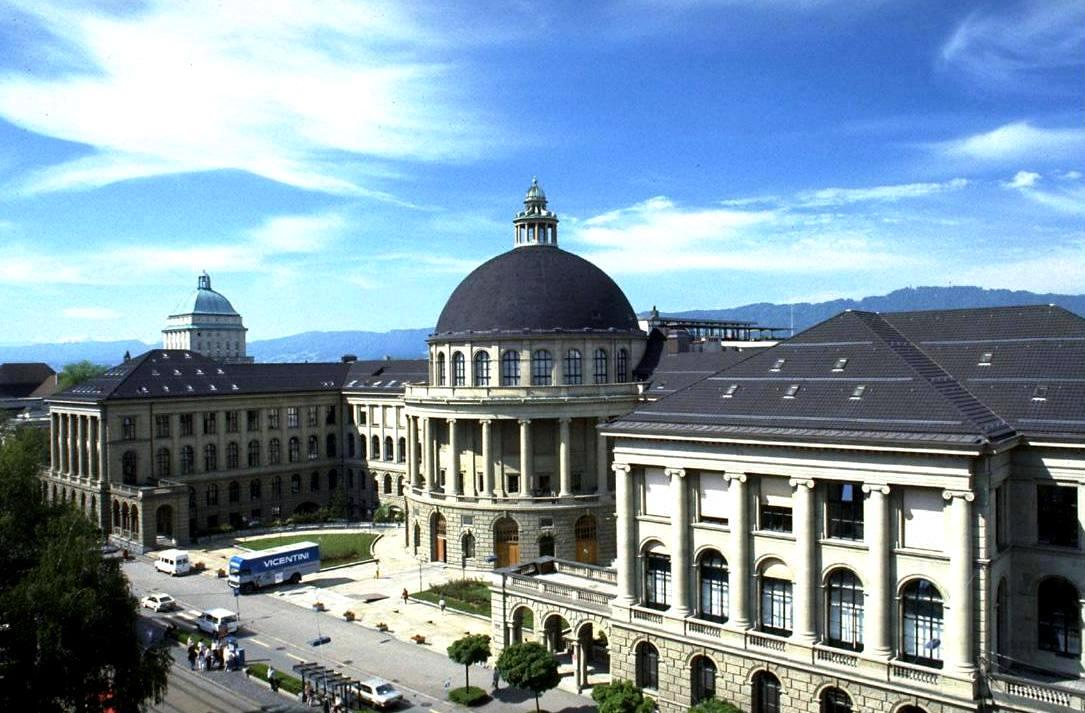
تصویری از ساختمان مرکزی ئی‌تی‌اچ زوریخ.

مؤسسه فناوری فدرال زوریخ (به انگلیسی: Federal Institute of Technology Zurich) یا دانشگاه فنی فدرال زوریخ (به آلمانی: Eidgenössische Technische Hochschule Zürich) (مخفف آلمانی: ETH Zürich) یک دانشگاه تحقیقاتی دولتی در زوریخ واقع در کشور سوئیس است که در سال ۱۸۵۵ میلادی بنیان‌گذاری شده‌است.
اکنون بیش از ۱۷۰۰۰ دانشجو از ۸۰ کشور جهان در مقاطع مختلف این دانشگاه مشغول تحصیل هستند. جایگاه این دانشگاه در بین برترین‌های جهان، در رشته‌های مهندسی، ردهٔ ۶ جهان و در رشته‌های علوم و ریاضیات، ردهٔ ۱۵ جهان می‌باشد. این دانشگاه برندهٔ ۲۱ جایزهٔ نوبل را در لوح افتخارات خود دارد که می‌توان از آلبرت اینشتین، ریچارد ارنست و ریچارد اف. هک نام برد.

## پیشینه
این دانشگاه در سال ۱۸۵۴ میلادی پایه‌گذاری و در سال ۱۸۵۵ به عنوان انستیتو پلی تکنیک شروع به‌کار نمود. در سال ۱۹۱۱ با پذیرش رشته‌های مختلف دانشگاهی، تبدیل به دانشگاه گردید و به نام جدید تغیر عنوان داد.
ساختمان مرکزی آن در قلب زوریخ در سال ۱۸۶۰ میلادی و پردیس Hönggerberg در سال ۱۹۶۴ ساخته شده‌است.

## رتبه بندی
در رتبه بندی دانشگاه های جهان QS در سال ۲۰۲۲ این دانشگاه در رتبه هشتم جهان و اول سوئیس قرار گرفته است. همچنین براساس رده بندی دانشگاه های جهان که موسسه تایمز در سال ۲۰۲۲ انجام داده است دانشگاه ETH در رتبه پانزدهم دانشگاه های دنیا قرار گرفته است.

## رشته‌های تحصیلی
رشته‌های تحصیلی دانشگاه عبارتند از:
علوم مهندسی، علوم پایه، علوم و فناوری های نوین، مدیریت، علوم سیاسی.

## دانشکده ها
دانشکده های مؤسسه فناوری فدرال زوریخ عبارتند از:
- دانشکده علوم پزشکی
- دانشکده دامپزشکی
- دانشکده هنر
- دانشکده مدیریت و اقتصاد
- دانشکده حقوق
- دانشکده فلسفه
- دانشکده الهیات
- دانشکده علوم کاربردی

## نگارخانه

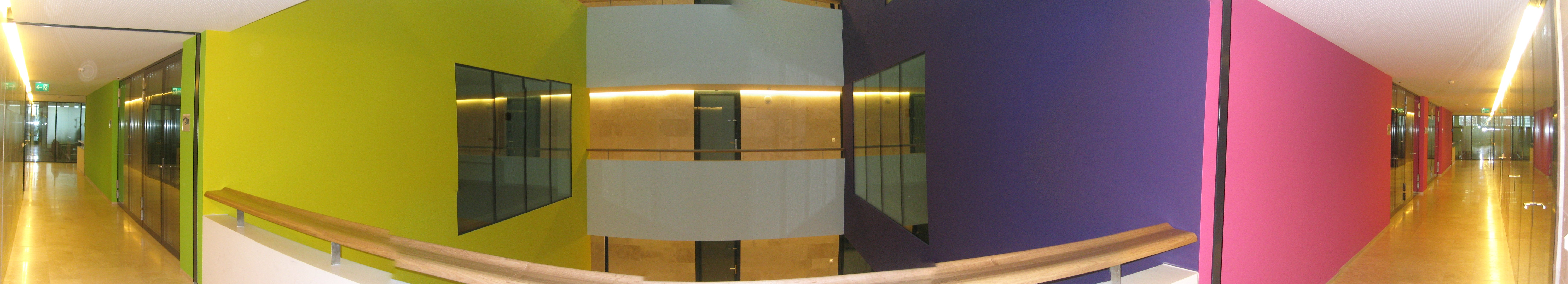
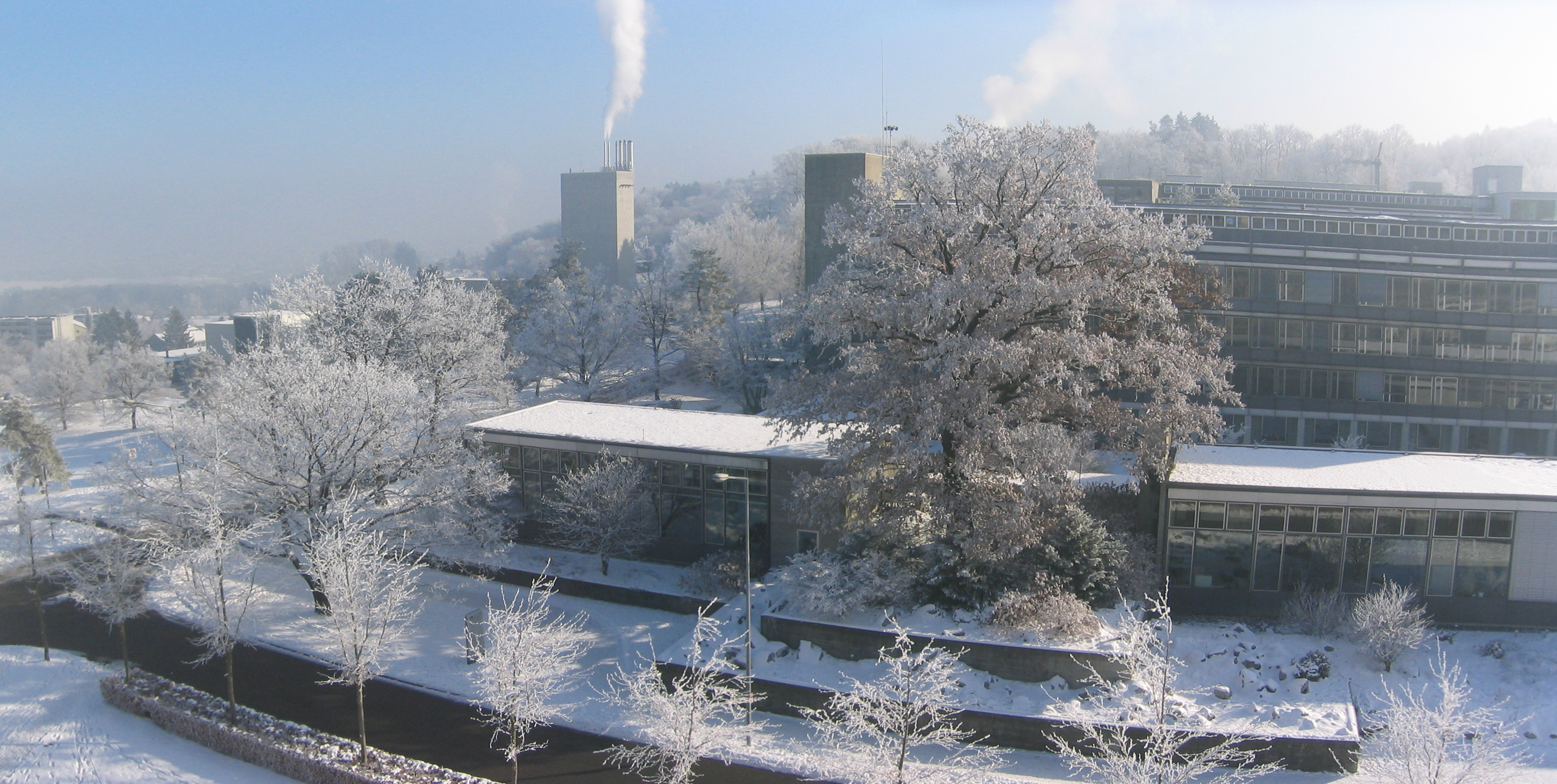
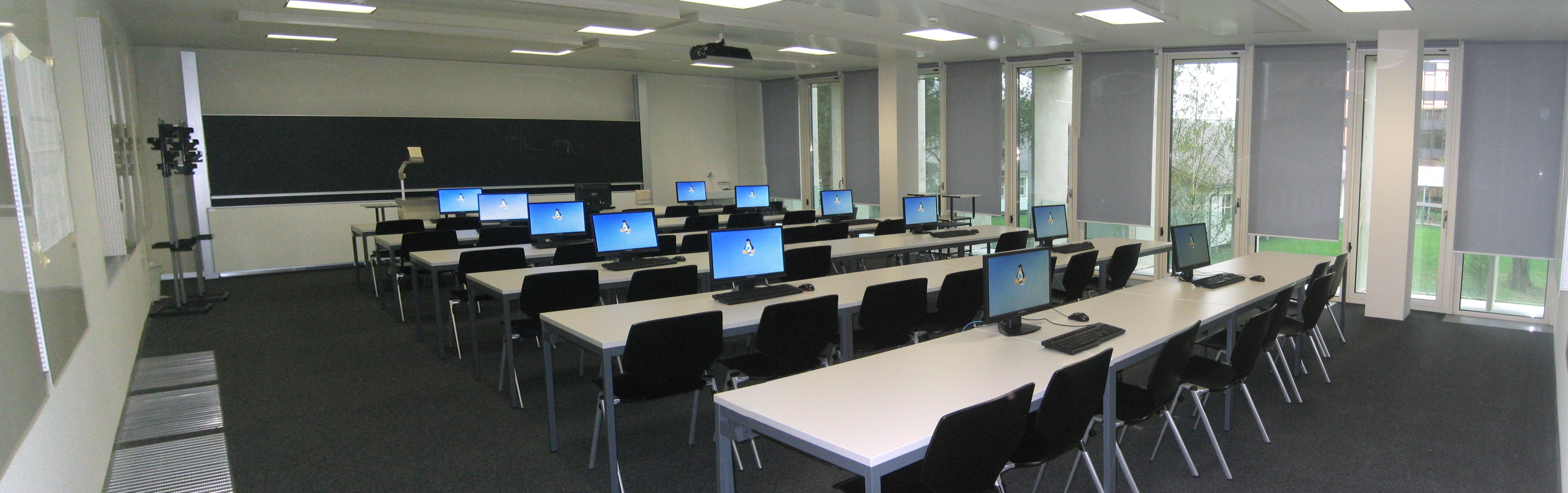
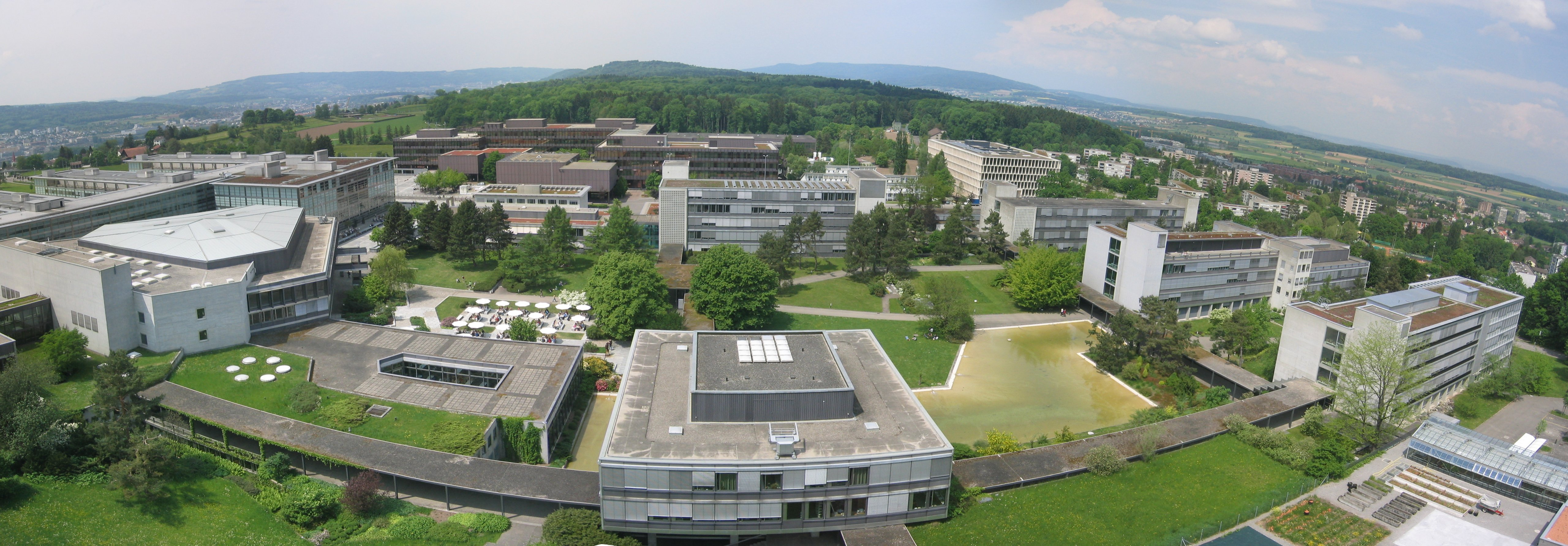